# Bistum Saltillo
Das Bistum Saltillo (lat.: Dioecesis Saltillensis, span.: Diócesis de Saltillo) ist eine in Mexiko gelegene römisch-katholische Diözese mit Sitz in Saltillo.

## Geschichte
Das Bistum Saltillo wurde am 23. Juni 1891 durch Papst Leo XIII. aus Gebietsabtretungen des Bistums Linares o Nuevo León errichtet. Am 19. Juni 1957 gab das Bistum Saltillo Teile seines Territoriums zur Gründung des mit der Apostolischen Konstitution Qui hanc errichteten Bistums Torreón ab. Eine weitere Gebietsabtretung erfolgte am 8. Januar 2003 zur Gründung des mit der Apostolischen Konstitution Sollicitus de spirituali errichteten Bistums Piedras Negras.
Das Bistum Saltillo ist dem Erzbistum Monterrey als Suffraganbistum unterstellt.

## Bischöfe von Saltillo
- Santiago de los Santos Garza Zambrano, 1893–1898, dann Bischof von León
- José María de Jesús Portugal y Serratos OFM, 1898–1902, dann Bischof von Aguascalientes
- Jesús María Echavarría y Aguirre, 1904–1954
- Luis Guízar y Barragán, 1954–1975
- Francisco Raúl Villalobos Padilla, 1975–1999
- José Raúl Vera López OP, 1999–2020
- Hilario González García, seit 2020